# Wladislaw Nikolajewitsch Wolkow
Wladislaw Nikolajewitsch Wolkow (russisch Владислав Николаевич Волков, wiss. Transliteration Vladislav Nikolaevič Volkov; * 23. November 1935 in Moskau; † 30. Juni 1971 im Weltraum, festgestellt bei Karaganda, Kasachische SSR) war ein sowjetischer Kosmonaut, der an der Sojus-11-Mission teilnahm und durch einen plötzlichen Druckabfall in der Kabine umkam.

## Leben

### Ingenieur
Wolkow ging an die Schule Nr. 201 in Moskau, die heute seinen Namen trägt. Im Jahr 1953 nahm er ein Studium am Moskauer Luftfahrtinstitut (MAI) auf, das er 1959 als Elektro-Ingenieur verließ. Nach seinem Abschluss ging er an das Konstruktionsbüro OKB-1 von Sergei Koroljow und arbeitete dort an der Woschod-Rakete und an der Interkontinentalrakete R-9. Er war auch an der Entwicklung der Raumschiffe Wostok und Woschod beteiligt.

### Kosmonautenausbildung
Die ersten Kosmonauten der Sowjetunion waren ausnahmslos Luftwaffen-Piloten. Als im Mai und Juni 1964 für den Flug von Woschod 1 auch ein Ingenieur gesucht wurde, gehörte Wolkow zu den acht Kandidaten, die das OKB-1 in die engere Wahl nahm. Der Platz ging jedoch an Konstantin Feoktistow.
In den nächsten Monaten und Jahren kam es zwischen der Luftwaffe und OKB-1 (das in ZKBEM umbenannt wurde) zu einer großen Kontroverse, welche Personengruppe als Raumfahrer in Frage kämen. Als am 23. Mai 1966 eine ZKBEM-Kosmonautengruppe zusammengestellt wurde, war Wolkow der jüngste der acht Kandidaten. Per Dekret wurden die Ingenieure am 15. Juni 1966 zur Ausbildung für die neuen Sojus-Raumschiffe zugelassen. Wolkow trat am 5. September 1966 seinen neuen Dienst an, den offiziellen Titel „Test-Kosmonaut“ erhielt er am 27. Mai 1968. Am 20. August 1968 bestand er die letzte Prüfung für eine Pilotenlizenz auf einer Jak-18.
Beim Doppelflug von Sojus 4 und Sojus 5 im Januar 1969 bildete Wolkow zusammen mit Anatoli Kuklin und Pjotr Kolodin die Unterstützungsmannschaft (zweite Ersatzmannschaft) für Sojus 5.

### Sojus 7
Kurz danach wurde Wolkow als Bordingenieur für Sojus 7 eingeteilt. Der Start erfolgte am 12. Oktober 1969, einen Tag nach Sojus 6 und einen Tag vor Sojus 8. Damit waren erstmals drei Raumschiffe gleichzeitig im All. Die Landung erfolgte fünf Tage später.

### Sojus 11
Nach der Rückkehr wurde Wolkow für die Raumstation Saljut 1 ausgebildet. Er wurde zusammen mit dem ZKBEM-Ingenieur Wiktor Pazajew dem Kommandanten Georgi Dobrowolski zugeteilt. Diese drei sollten mit Sojus 12 die dritte Besatzung der Raumstation bilden. Dementsprechend waren sie als Unterstützungsmannschaft von Sojus 10 und Ersatzmannschaft von Sojus 11 vorgesehen.
Der Kopplungsversuch von Sojus 10 schlug jedoch im April 1971 fehl, und das Raumschiff musste schon nach zwei Tagen wieder zur Erde zurückkehren.
Wenige Tage vor dem Start von Sojus 11 wurde bei einer medizinischen Untersuchung ein Schatten auf der Lunge von Bordingenieur Kubassow festgestellt, was ihn als fluguntauglich erklärte. Gemäß den Vorschriften wurde die komplette Mannschaft ausgetauscht, so dass Sojus 11 am 6. Juni 1971 mit Dobrowolski, Pazajew und Wolkow an Bord startete.
Die automatisch ablaufende Kopplung erfolgte dieses Mal problemlos, womit die drei Kosmonauten zum ersten Mal in der Geschichte der Raumfahrt eine Raumstation in Betrieb nehmen konnten. Mit über 23 Tagen im All stellte die Besatzung einen neuen Langzeitrekord auf, der zuvor mit 17 Tagen von Sojus 9 gehalten wurde. Gegen Ende des Aufenthaltes wurde die Station in den automatischen Betrieb gesetzt, weil die Ankunft der nächsten Mannschaft (Sojus 12 unter dem Kommando von Leonow) erst in drei Wochen geplant war.
Die Bremszündung erfolgte wie vorgesehen, und zwölf Minuten später trennte sich das Orbitalmodul planmäßig von der Rückkehrkapsel. Durch die Erschütterung wurde ein Siegel verletzt und ein Druckausgleichsventil öffnete sich vorzeitig. Die Luft aus der Rückkehrkapsel entwich, worauf Dobrowolski, Wolkow und Pazajew erstickten. Raumanzüge und Sauerstoffmasken befanden sich nicht an Bord der Sojus-Raumschiffe, so dass die Kosmonauten keine Überlebenschance hatten. Die Landung erfolgte am Morgen des 30. Juni 1971 (nach UTC noch der 29. Juni) automatisch. Die Bergungsmannschaft fand die Mannschaft leblos in den Sitzen.
Die Körper der drei Kosmonauten wurden nach Moskau gebracht, dort untersucht und am Abend des 1. Juli eingeäschert. Die Urnen wurden am 3. Juli mit einem Staatsbegräbnis in der Nekropole an der Kremlmauer beigesetzt.
Erst 50 Jahre nach dem Unfall veröffentlichte Roskosmos am 30. Juni 2021 die letzten Worte, die von Wolkow im Weltraum die Erde erreichten: „Wir sehen uns morgen, stellt Cognac bereit!“

## Ehrungen
- Auf der Plakette der einzigen Skulptur auf dem Mond, dem Fallen Astronaut ist unter anderem sein Name aufgeführt.
- Zweifacher Held der Sowjetunion: 22. Oktober 1969 und postum 30. Juni 1971
- Leninorden
- Fliegerkosmonaut der Sowjetunion
- Nach Wolkow wurden ein Mondkrater und der Kleinplanet (1790) Volkov benannt.
- Ziolkowski-Medaille in Gold[2]
- Ehrenbürger von Kaluga und Kirow[2]
- Namensgeber für Straßen und Plätze in vielen sowjetischen Städten, darunter Wladiwostok, Rostow am Don und Mariupol[3]
- 1972 bis 2015 wurde der „Fliegerkosmonaut-Wolkow-Preis“ (später „Volkov-Cup“) für Sportakrobatik vergeben und 2016 in „Zolotov-Cup“ umbenannt. Wolkow war seit 1970 der erste Vorsitzende der sowjetischen Gesellschaft für Sportakrobatik.[4]
- 1975 wurde in Moskau in der Straße, die nach ihm benannt ist, eine Büste von Wolkow errichtet.[5]
- Nach Wolkow ist die Tomatensorte Kosmonaut Wolkow benannt. Gezüchtet wurde sie von einem russischen Raumfahrtingenieur, der sich später der Tomatenzucht zuwandte.[6][7]

## Privates
Wolkow war verheiratet und hinterließ einen 13-jährigen Sohn. Im August 1968 erwarb Wolkow eine Pilotenlizenz und eine Typberechtigung für die Jakowlew Jak-18.